# Стар (тауншип, Миннесота)
Стар (англ. Star) — тауншип в округе Пеннингтон, Миннесота, США. На 2000 год его население составило 147 человек.

## География
По данным Бюро переписи населения США площадь тауншипа составляет 93,9 км², из которых 93,9 км² занимает суша, водоёмов нет.

## Демография
По данным переписи населения 2000 года здесь находились 147 человек, 54 домохозяйства и 40 семей. Плотность населения —  1,6 чел./км². На территории тауншипа расположено 63 постройки со средней плотностью 0,7 построек на один квадратный километр. Расовый состав населения: 98,64 % белых и 1,36 % азиатов.
Из 54 домохозяйств в 40,7 % воспитывались дети до 18 лет, в 66,7 % проживали супружеские пары, в 9,3 % проживали незамужние женщины и в 24,1 % домохозяйств проживали несемейные люди. 20,4 % домохозяйств состояли из одного человека, при том 13,0 % из — одиноких пожилых людей старше 65 лет. Средний размер домохозяйства — 2,72, а семьи — 3,20 человека.
27,2 % населения — младше 18 лет, 8,2 % — в возрасте от 18 до 24 лет, 23,8 % — от 25 до 44, 23,8 % — от 45 до 64, и 17,0 % — старше 65 лет. Средний возраст — 42 года. На каждые 100 женщин приходилось 101,4 мужчин. На каждые 100 женщин старше 18 приходилось 94,5 мужчин.
Средний годовой доход домохозяйства составлял 21 250 долларов, а средний годовой доход семьи —  23 958 долларов. Средний доход мужчин —  14 583  доллара, в то время как у женщин — 22 917. Доход на душу населения составил 12 443 доллара. За чертой бедности находились 25,6 % семей и 32,3 % всего населения тауншипа, из которых 51,6 % младше 18 и 27,0 % старше 65 лет.